# Oncorhynchus iwame
Oncorhynchus iwame é uma espécie de peixe da família Salmonidae.
É endémica de Japão.